# Elsholz (Beelitz)
Elsholz ist ein Ortsteil der Stadt Beelitz im Landkreis Potsdam-Mittelmark in Brandenburg.

## Geografie
Der Ort liegt 25 Kilometer südwestlich der Landeshauptstadt Potsdam östlich der B 2 zwischen Beelitz und Treuenbrietzen im Naturpark Nuthe-Nieplitz.

## Etymologie und Geschichte
Elsholz wurde erstmals 1375 im Landbuch Karls IV. erwähnt als Eslholt = (Dorf am) Erlenwald, -gehölz, aus mittelniederdeutsch else = Erle. Scherbenfunde aus der Zeit der Slawen und Germanen deuten jedoch auf eine deutlich frühere Besiedelung hin. 1791 wird der Ort als "eine wüste Dorfstätte unter (der Herrschaft) Wiesenburg" bezeichnet. Im 19. Jahrhundert schloss man den Ort an die Bahnstrecke nach Jüterbog an – die Verbindung besteht bis heute.
Bis zur Eingemeindung nach Beelitz am 31. Dezember 2001 war Elsholz eine eigenständige Gemeinde, die im 19. und 20. Jahrhundert bis zu dessen Auflösung zum Landkreis Zauch-Belzig gehörte.

## Sehenswürdigkeiten
Die Dorfkirche wurde 1712 als verputzter Rechtecksaal errichtet. Der Fachwerkturm entstand in den Jahren 1796 und 1797. Im Innern befindet sich eine Hufeisenempore aus dem 18. Jahrhundert sowie ein Altaraufsatz aus dem Anfang des 18. Jahrhunderts, der nachträglich zu einem Kanzelaltar umgebaut wurde.

## Veranstaltungen
Jährlich findet ein Knutfest statt; ebenso wird das Zempern und der Karneval als Tradition gepflegt. Weiterhin findet einmal jährlich ein Treffen antiker Trecker statt.